# Рдзухув
Рдзухув (пол. Rdzuchów) — село в Польщі, у гміні Потворув Пшисуського повіту Мазовецького воєводства.
Населення — 130 осіб (2011).
У 1975-1998 роках село належало до Радомського воєводства.

## Демографія
Демографічна структура станом на 31 березня 2011 року:
|          | Загалом | Допрацездатний вік | Працездатний вік | Постпрацездатний вік |
| -------- | ------- | ------------------ | ---------------- | -------------------- |
| Чоловіки | 65      | 12                 | 39               | 14                   |
| Жінки    | 65      | 11                 | 35               | 19                   |
| Разом    | 130     | 23                 | 74               | 33                   |